# Eunidia mirei
Eunidia mirei là một loài bọ cánh cứng trong họ Cerambycidae.